# Race dinarique
La race dinarique, également dénommée race adriatique, constituait une dénomination employée par certains anthropologues physiques durant la première moitié du XXe siècle pour désigner un phénotype jugé prédominant parmi les populations contemporaines de l’Europe sud-orientale,,. Selon les thèses aujourd’hui discréditées de l’anthropologue Carleton Coon, ce type anthropologique se rencontrait principalement au sein des peuples des Balkans et des Carpates, notamment parmi les Monténégrins, les Serbes, les Bosniaques, les Croates, les Guègues, les Slovaques, les Roumains, les Hongrois, les Ukrainiens occidentaux et les Polonais méridionaux. Par ailleurs, en Europe septentrionale, certaines populations germaniques méridionales se voyaient pareillement attribuer des caractéristiques dinariques. 

## Histoire
La notion de race dinarique émergea sous la plume de l’anthropologue racial Joseph Deniker vers la fin du XIXe siècle, avant que les travaux de Carleton Coon et ceux de l’eugéniste nazi Hans Günther ne s’en emparent pour l’associer plus étroitement à leurs théories. L’appellation procède des Alpes dinariques — cette région montagneuse de l’Europe sud-orientale —, lesquelles furent réputées constituer le foyer principal de ce supposé type anthropologique.

## Origine et distribution

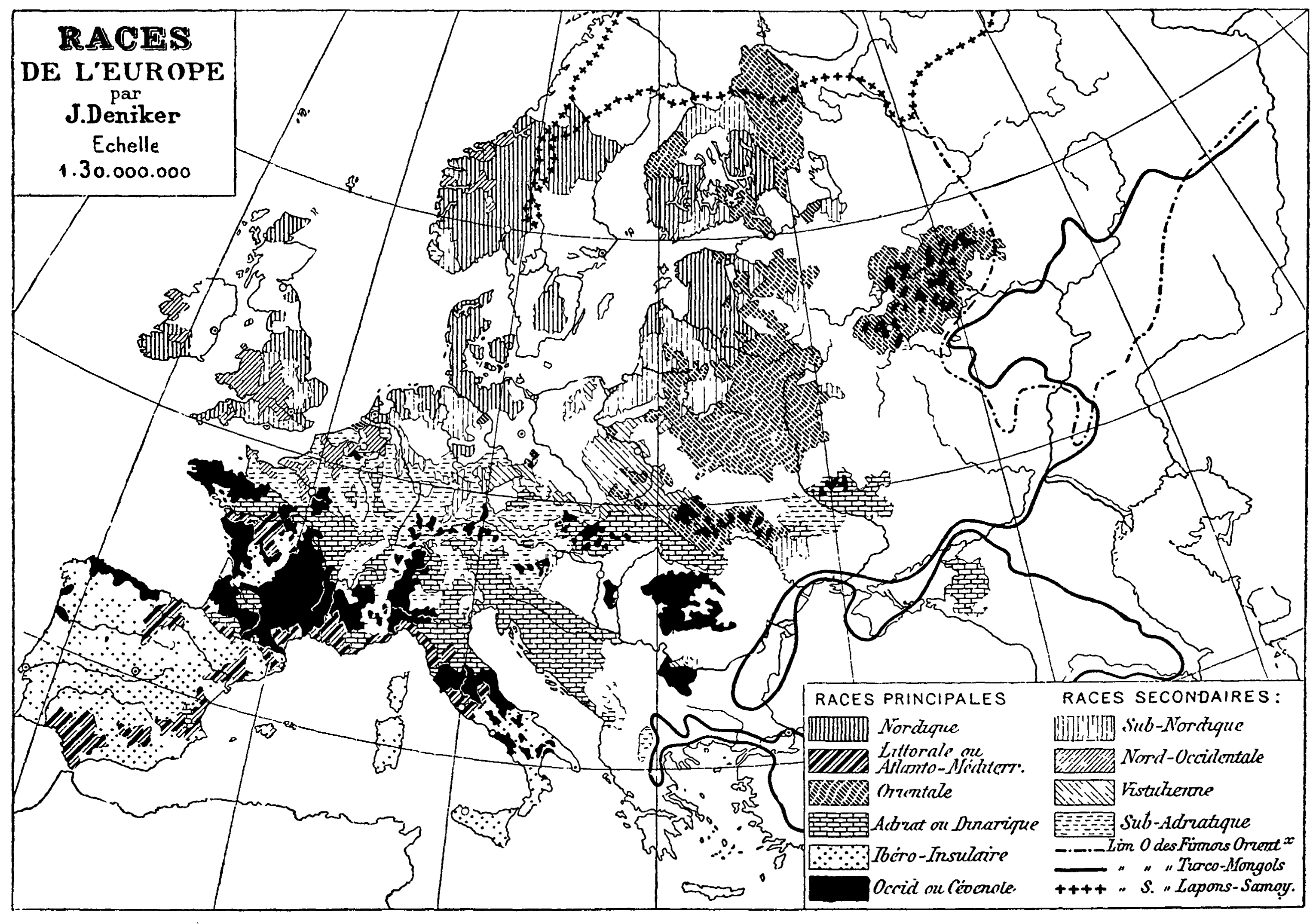
La carte des races européennes de Joseph Deniker (1899) a identifié les « Dinariques » comme le groupe dominant dans certaines parties de l'Europe centrale, du nord de l'Italie et du nord-ouest des Balkans.

Plusieurs hypothèses ont été émises quant à la genèse de la race dinarique. Günther avança que celle-ci partageait une souche commune avec la race asiatique occidentale (Proche-Orient), issue de la région caucasienne. S'étant éloignés de ces contrées, ces peuples subirent une pression sélective qui, à terme, conféra à la race dinarique des dispositions psychiques s’apparentant à celles de la race nordique. Pour sa part, Jan Czekanowski postula que cette race procédait d’un métissage entre la race nordique et la race arménoïde. 
Coon a toutefois soutenu, dans son ouvrage The Origin of Races (1962), que les Dinariques et certaines autres catégories anthropologiques « ne constituent point des races à proprement parler, mais bien plutôt les manifestations apparentes de la variabilité génétique au sein des groupes endogames auxquels elles se rattachent ».
Il désigna la formation de ce phare phénotypique, émergeant du croisement de souches antérieurement disjointes, sous le terme de « dinaricisation ». À l’entendre, les Dinariques constituaient un type anthropologique distinct, procédant d’un antique métissage entre la souche méditerranéenne et la souche alpine.
Selon le modèle dinarique, les populations dinariques se concentraient principalement dans les contrées montagneuses du sud-est de l’Europe, incluant l’Albanie, le Kosovo, le Monténégro, la Bosnie-Herzégovine, la Croatie, la Serbie, la Slovénie, l’Autriche, ainsi que certaines portions septentrionales de la Bulgarie et de la Macédoine du Nord. L’Italie septentrionale et orientale était tenue pour une région à prédominance dinarique, de même que la Grèce occidentale, la Roumanie, la Moldavie, l’Ukraine occidentale, les contrées germanophones du sud-est et quelques provinces du sud-est de la France.

## Sous-type «norique»
La race norique (en allemand : Norische Rasse) constituait une classification anthropologique avancée par le savant Victor Lebzelter. Ce taxon racial, tenu pour un rameau de la race dinarique, se distinguait par des traits physiques réputés plus boréaux que ceux des populations dinariques communes. L’appellation procède du toponyme Norique, désignant une province de l’Empire romain correspondant approximativement aux contrées méridionales de l’actuelle Autriche et aux régions septentrionales de la Slovénie. 

## Citations
1. ↑  Anne Maxwell, Picture Imperfect: Photography and Eugenics, 1870–1940, Sussex Academic Press, 2010 (ISBN 978-1-84519-415-4, lire en ligne)« https://books.google.com/books?id=X99qg-eQDKcC »(Archive.org • Wikiwix • Archive.is • Google • Que faire ?), février 2024
2. ↑  Carolyn Fluehr-Lobban, Race and Racism: An Introduction, Rowman Altamira, 2006, 132– (ISBN 978-0-7591-0795-3, lire en ligne)
3. ↑  Coon 1939.
4. ↑  (en) Carleton S. Coon, The Races of Europe, Dalcassian Publishing Company, 1er janvier 1939 (lire en ligne)
5. ↑  (en) Nevenko Bartulin, The Racial Idea in the Independent State of Croatia: Origins and Theory, BRILL, 14 novembre 2013 (ISBN 978-90-04-26282-9, lire en ligne) :« Germans were predominantly Nordic, while the southern Germans belonged to the Alpine and Dinaric races »
6. ↑  Bartulin, « INTELLECTUAL DISCOURSE ON RACE AND CULTURE IN CROATIA 1900 1945 », Hrčak,‎ 2012, p. 197 (lire en ligne)
7. ↑  (en) R. Lynn, Personality and National Character: International Series of Monographs in Experimental Psychology, Elsevier (ISBN 9781483186771, lire en ligne), p. 162